# Téteghem-Coudekerque-Village
Téteghem-Coudekerque-Village é uma comuna francesa na região administrativa de Altos da França, no departamento do Norte. Estende-se por uma área de 30.44 km². Em 2010 a comuna tinha 8 532 habitantes (densidade: 280,3 hab./km²).
Foi criada em 1 de janeiro de 2016, a partir da fusão das antigas comunas de Téteghem e Coudekerque-Village.